# Tytoń siny
Tytoń siny (Nicotiana glauca Graham) – gatunek rośliny jednorocznej z rodziny psiankowatych.
Pochodzi z Ameryki Południowej. Jako roślina ruderalna obecny m.in. w krajach basenu Morza Śródziemnego (m.in. Włochy, Izrael). W Polsce jako jednoroczna roślina ozdobna, także jako pokojowa roślina doniczkowa.